# Станко Йовчев
Станко Георгиев Йовчев е български футболист, крило-нападател.

## Кариера
Роден е в Сандански, като баща му е от Кулата.
Юноша на Вихрен Сандански, през 2002 преминава в ДЮШ на ЦСКА. През 2007 започва да тренира с мъжете и дебютира срещу Локомотив София. През 2008 е даден под наем в Рилски Спортист, а по-късно същата година подписва договор с тях. През 2009 преминава в Бдин Видин, а през сезон 2010/11 играе в Пентиои Катерини Гърция. През 2011 се завръща в ЦСКА, като печели купа на България през 2010/11 и суперкупа на България през 2011. След като не се утвърждава в ЦСКА и е използван главно като резерва през 2013 преминава в Локомотив Пловдив. От 2014 до 2015 играе за Пансерейкос Гърция, а от 2015 до 2016 играе в Арис Акропомотаму Гърция.